# باتريك جاكوبس
باتريك جاكوبس (بالإنجليزية: Patrick Jacobs)‏ مواليد 15 يوليو 1962 في بلجيكا، هو دراج بلجيكي سابق.

## روابط خارجية
- باتريك جاكوبس على موقع أرشيف الدراجات (الإنجليزية)
- باتريك جاكوبس على موقع إحصائيات الدراجات الإحترافية (الإنجليزية)